# Fiat Cabriolet Pininfarina
La gamme Fiat Cabriolet Pininfarina est une série de voitures dessinées par le maître du design italien Pininfarina et produites par le constructeur italien Fiat de 1959 à 1966. Elles étaient construites sur la base des Fiat 1200 Granluce Trasformabile.

## Historique
Au cours de la seconde moitié des années 1950, le géant de Turin décide de rajeunir son cabriolet 1200 Trasformabile et confie l'étude de la carrosserie à Pininfarina qui réalisa un spider aux lignes classiques mais élégantes et correspondant bien au goût européen de l'époque. Fiat conserve la base mécanique de sa 1200 Trasformabile avec son fameux moteur de 1 221 cm3 qui équipait également sa berline 1200 et les Simca Aronde, développant 59 ch.
Bien que le nom commercial officiel soit « Fiat 1200 Cabriolet », la nouvelle voiture était bel et bien un véritable spider deux places.
En 1961, en liaison avec le lancement de la nouvelle gamme des Fiat 1300/1500 Berlines, la 1200 Cabriolet subira un léger restylage de sa partie avant avec une nouvelle calandre et des feux différents. L'aménagement intérieur sera revu et sa motorisation évolue. Le moteur 1200 est abandonné au profit du nouveau moteur de 1 481 cm3 de 72 ch qui équipait la berline.
À la suite du succès rencontré par ce modèle, et deux après la mise sur le marché de ses berlines 1300/1500, Fiat présente, en 1963, une version équipée du moteur 1 500 cm3 et propose la puissante 1500 S Cabriolet. Ce spider dispose d'un moteur à deux arbres à cames O.S.C.A. de 1 491 cm3 développant 90 ch.
Le modèle 1500 S était reconnaissable à sa grille de calandre différente et à la prise d'air plus large. La version 1500 était équipée de freins à tambours, la version 1500S reçut de série des freins à disque à partir de la fin de l'année 1961.
La dernière génération de la très réputée Fiat 1500 Cabriolet est proposée, tout comme la puissante version 1600 S, en version coupé et spider, équipées du moteur O.S.C.A. porté à 1 568 cm3 avec un double carburateur qui développait la puissance très élevée pour l'époque, de 100 ch. Les versions 1600 S se distinguaient par leurs doubles phares, la prise d'air plus importante sur le capot moteur et une boîte de vitesses à cinq rapports.
Ces voitures, qui remportèrent de nombreux prix pour leur classe et leur mécanique raffinée, furent remplacées en 1966 par les versions « Sport Coupé » et « Sport Spider » de la gamme Fiat 124.

## Galerie

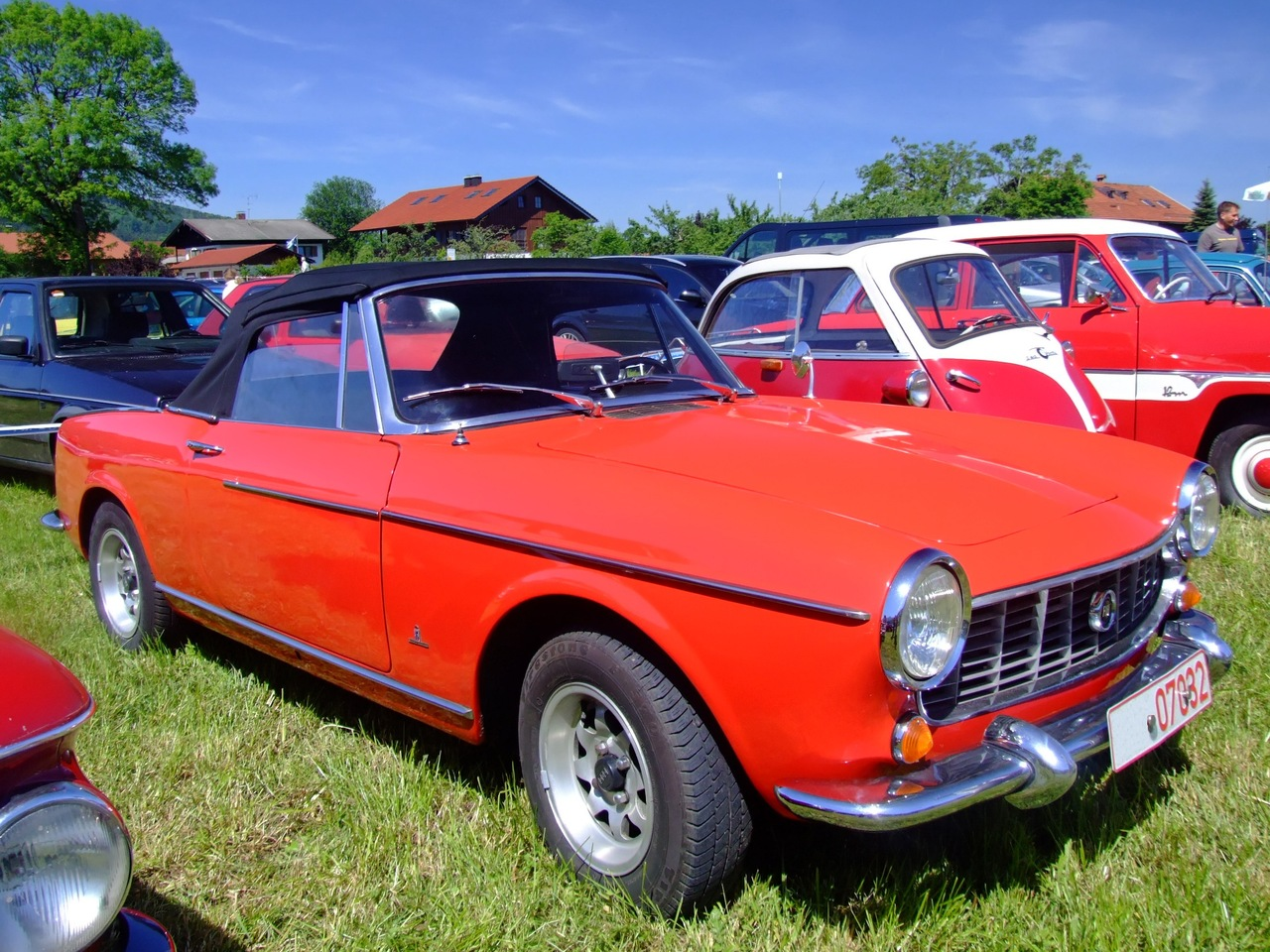
Fiat 1500 Cabriolet.
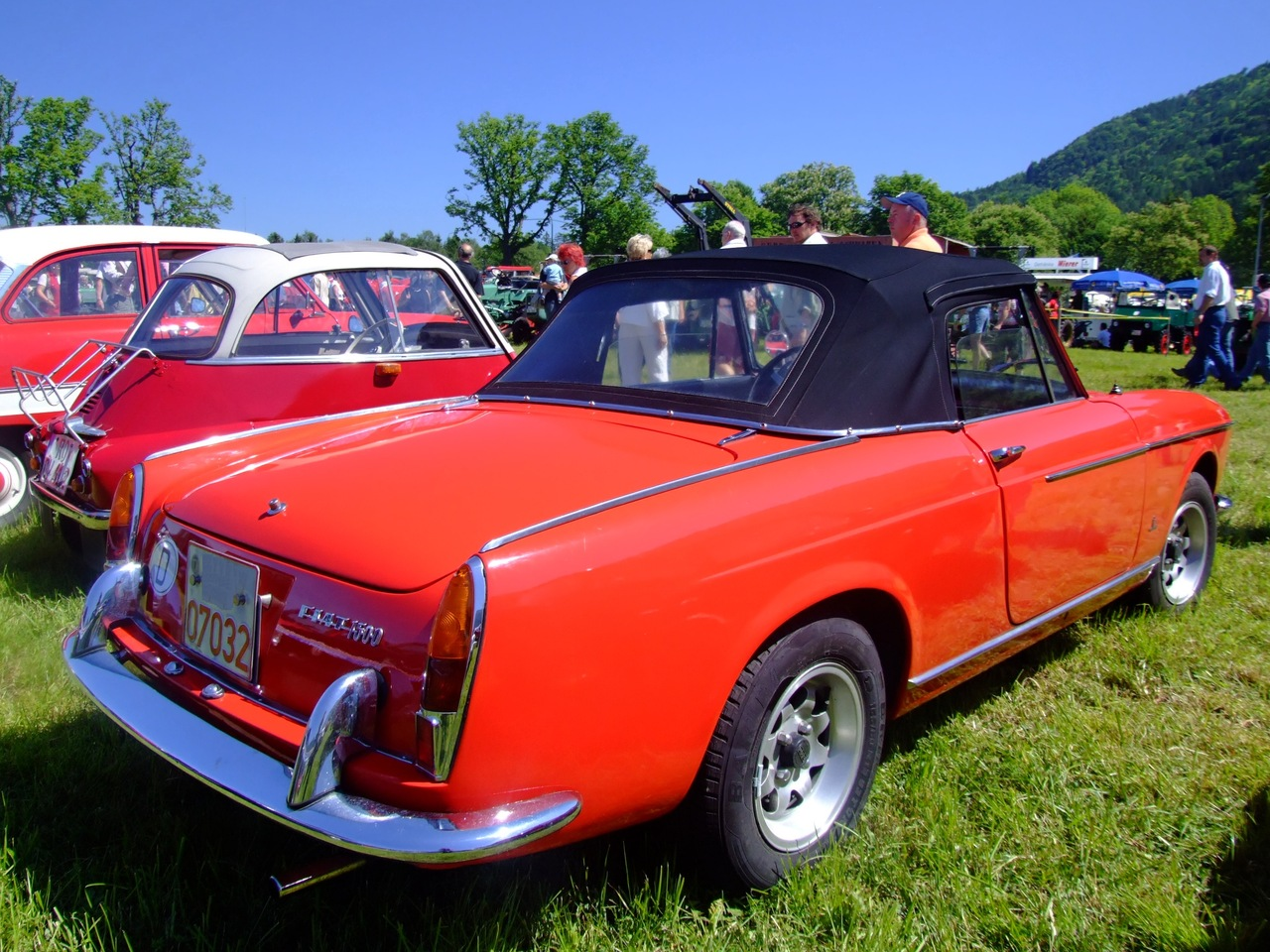
Fiat 1500 Cabriolet.
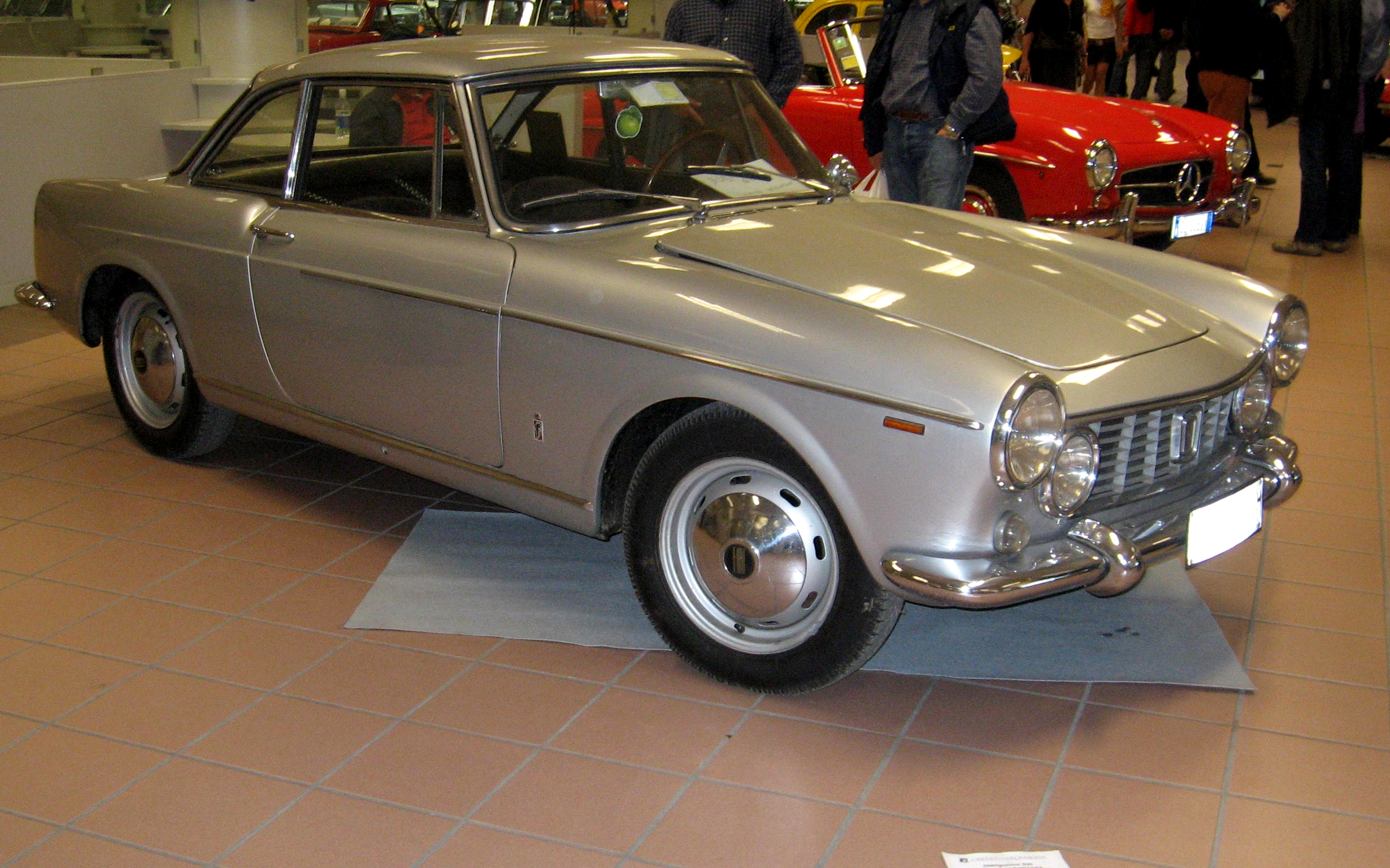
Fiat 1600 Coupé S.
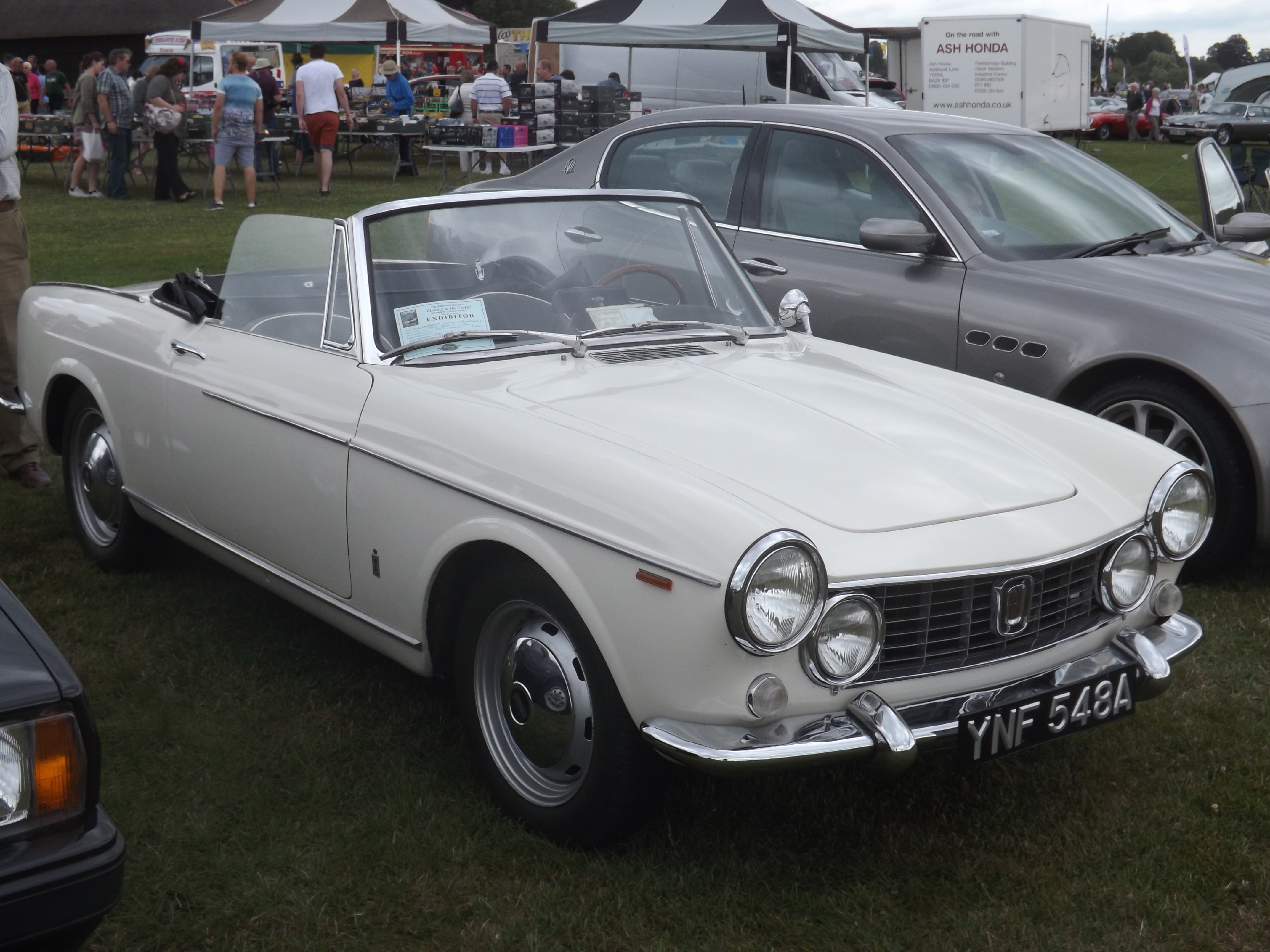
Fiat 1600 S Cabriolet.